# The Animal Song
"The Animal Song" är en singel av Savage Garden och utgavs den 23 februari 1999. Den finns med på deras andra studioalbum Affirmation. Den var bandets tredje låt att toppa listorna i Kanada. Den listades trea i Australien och nittonde i USA. 
I musikvideon, regisserad av Jim Gable, syns sångaren Darren Hayes och Daniel Jones på en parad. Videon innehåller även inklippta scener från filmen Den första kärleken med Juliette Lewis.

## Låtförteckning
1. "The Animal Song" (Album Version)
2. "Santa Monica" (Bittersweet Remix)

## Listplaceringar
| Lista (1999)   | Position |
| -------------- | -------- |
| Australien     | 3        |
| Nederländerna  | 48       |
| Norge          | 12       |
| Nya Zeeland    | 3        |
| Storbritannien | 16       |
| Sverige        | 3        |

### Fotnoter
1. ↑  ”Listplacering”. http://australian-charts.com/showitem.asp?interpret=Savage+Garden&titel=The+Animal+Song&cat=s. Läst 31 maj 2011.
2. ↑  ”Listplacering”. http://dutchcharts.nl/showitem.asp?interpret=Savage+Garden&titel=The+Animal+Song&cat=s. Läst 31 maj 2011.
3. ↑  ”Listplacering”. http://norwegiancharts.com/showitem.asp?interpret=Savage+Garden&titel=The+Animal+Song&cat=s. Läst 31 maj 2011.
4. ↑  ”Listplacering”. Arkiverad från originalet den 2 november 2012. https://web.archive.org/web/20121102095742/http://charts.org.nz/showitem.asp?interpret=Savage+Garden&titel=The+Animal+Song&cat=s. Läst 31 maj 2011.
5. ↑  ”Listplacering”. Arkiverad från originalet den 14 mars 2012. https://web.archive.org/web/20120314133237/http://www.chartstats.com/release.php?release=27224. Läst 24 februari 2012.
6. ↑  ”Listplacering”. http://swedishcharts.com/showitem.asp?interpret=Savage+Garden&titel=The+Animal+Song&cat=s. Läst 31 maj 2011.